# Ryszard Józef Kijak
Ryszard Józef Kijak (ur. 1950 w Obornikach Śląskich) – polski lekarz anestezjolog, publicysta, dziennikarz, działacz związkowy, korporacyjny i społeczny.

## Życiorys
Urodził się w Obornikach Śląskich, skąd jego rodzina przeprowadziła się do Olsztyna. Ojciec podczas wybuchu II wojny światowej służył w Korpusie Ochrony Pogranicza w Sarnach, walczył w ostatniej bitwie kampanii wrześniowej pod Kockiem, gdzie dostał się do niewoli niemieckiej, po wojnie opracowywał w Olsztynie projekty geologiczno-inżynierskie pod budowę różnych obiektów. Matka, urodzona w Suchodole (obecnie Ukraina), w czasie wojny była polską nauczycielką w Bednarówce, po wojnie nauczała geografii w Olsztynie. Oboje wyróżnieni honorową Złotą Odznaką „Zasłużony dla Warmii Mazur”.
Maturę zdał w I Liceum Ogólnokształcącym im. Adama Mickiewicza w Olsztynie. Studiował na Wydziale Lekarskim Akademii Medycznej (obecnie: Uniwersytet Medyczny) w Białymstoku. Należał do Zrzeszenia Studentów Polskich. Podczas studiów był prezesem Oddziału Międzyuczelnianego PTTK w Białymstoku, dwukrotnie wyróżniony srebrną Honorową Odznaką PTTK. W latach 1971-1979 kierował Studenckim Ośrodkiem Turystycznym w Gorle k. Starych Juch. 
W trakcie studiów pracował także w Wojewódzkiej Stacji Pogotowia Ratunkowego w terenowym zespole karetki reanimacyjnej „R”. Odbył studenckie praktyki zagraniczne w placówkach opieki zdrowotnej w Finlandii i RFN. Dyplom lekarza otrzymał w 1980. Od 1981 do 2021 był zatrudniony w Klinice Anestezjologii i Intensywnej Terapii Państwowego Szpitala Klinicznego - PSK (obecnie: Uniwersytecki Szpital Kliniczny - USK) w Białymstoku. W 1984 uzyskał tytuł zawodowy lekarza anestezjologa. W okresie 1997-1998 pełnił funkcję kierownika bloku operacyjnego PSK/SPSK. 
Uczestniczył w sympozjach i konferencjach naukowo-szkoleniowych z zakresu anestezjologii, chirurgii i laryngologii, publikował swoje prace naukowe. 
W 2004 ukończył Podyplomowe Studium Prawa, Organizacji i Zarządzania w Ochronie Zdrowia na podstawie pracy Konflikty w stosunkach międzyludzkich w ochronie zdrowia i sposoby ich rozwiązywania. W 2016 opatentował narzędzie medyczne prowadnica zewnętrzna rurki intubacyjnej standardowej i zbrojonej do intubacji nosowo-tchawiczej (patent RP nr 223599). 
Jest nadal aktywny zawodowo. W 2025 na uroczystej konferencji z okazji 50-lecia Oddziału Intensywnej Terapii USK w Białymstoku, otrzymał podziękowanie i dyplom „za ogromny wkład pracy w rozwój Kliniki Anestezjologii i Intensywnej Terapii Uniwersyteckiego Szpitala Klinicznego w Białymstoku”.
W latach 1988-1992 przebywał w Stanach Zjednoczonych. Znalazł tam zatrudnienie w zespołach redakcyjnych polonijnej prasy w Chicago. Był też współzałożycielem i rzecznikiem prasowym organizacji charytatywnej Charitable Foundation To Aid Bialystok Hospitals Inc., Chicago, Illinois, a następnie – pełnomocnikiem tej organizacji w Polsce. Wśród Polonii współorganizował akcje zbiórki funduszy dla białostockich szpitali oraz na budowę kościoła Miłosierdzia Bożego w Białymstoku.

## Praca dziennikarska
W Stanach Zjednoczonych pracował w charakterze dziennikarza i reportera „Dziennika Chicagowskiego” i tygodnika „Relax”, wydawanych przez Michała Kuchejdę, zajmując się problemami związanymi z asymilacją polskich imigrantów w nowym środowisku.  
Po powrocie do Polski w latach 90. XX w. brał udział jako dziennikarz w „Salonie Niezależnych” Wojewódzkiego Ośrodka Animacji Kultury w Białymstoku – cyklu spotkań z czołowymi politykami kraju. Był kierownikiem działu regionalnego miesięcznika Ogólnopolskiego Związku Zawodowego Lekarzy (OZZL) „Lekarz Polski”. 
Należał do stałych współpracowników „Gazety Lekarskiej” i „Służby Zdrowia”. Publikował w dzienniku „Gazeta Prawna”, „Newsweeku Polska”, „Gazecie Wyborczej”, „Kurierze Podlaskim”, „Biuletynie OIL w Białymstoku”, łącznie w 26 czasopismach wydawanych tradycyjnie (na papierze). Interesowała go problematyka społeczna, związana z organizacją i restrukturyzacją systemu ochrony zdrowia.
W latach 2003-2007 w białostockim Radiu Akadera prowadził cotygodniową godzinną audycję countrowo-rockową Muzyczny Dyliżans, która osiągnęła 218 wydań. Jako członek Stowarzyszenia Muzyki Country, w 2006 reżyserował oparte na własnym scenariuszu widowisko muzyczne Johnny Cash – Spacer w Polsce, zaprezentowane podczas XXV Międzynarodowego Festiwalu Muzyki Country „Piknik Country”. Opisał szczegółową historię tego Festiwalu, wraz z wykazem występujących tam artystów, którą opublikował w Wikipedii, gdzie tworzy nowe hasła (artykuły) z takich dziedzin jak organizacje funkcjonujące w opiece zdrowotnej, media, muzyka oraz biogramy naukowców.

## Działalność związkowa i korporacyjna
W 1995 wstąpił do Ogólnopolskiego Związku Zawodowego Lekarzy (OZZL). Od 1996 stale pełni funkcję przewodniczącego Zarządu Regionu Podlaskiego OZZL. Od 1996 jest członkiem Zarządu Krajowego OZZL, w latach 2000–2006 był wiceprzewodniczącym, w 2006-2022 sekretarzem ZK. Jest delegatem OZZL w Europejskiej Federacji Lekarzy Etatowych (European Federation Of Salaried Doctors, FEMS). W latach 2009-2012 był zastępcą sekretarza generalnego FEMS.
Brał udział w tworzeniu projektu Racjonalnego Systemu Opieki Zdrowotnej. W mediach wypowiada się na temat sytuacji pacjentów, pracowników ochrony zdrowia i konieczności radykalnej reformy systemu opieki zdrowotnej. Jest członkiem Ruchu Obywatelskiego na rzecz Jednomandatowych Okręgów Wyborczych.
W latach 1998-1999 pełnił funkcję doradcy w Departamencie Przekształceń Systemowych Ministerstwa Zdrowia i Opieki Społecznej. W 2001-2003 był członkiem Rady Społeczno-Zawodowej przy Ministrze Zdrowia. W 2001 startował w wyborach do Sejmu RP jako kandydat bezpartyjny. W 2006 znalazł się w Setce Najbardziej Wpływowych Osób w Ochronie Zdrowia „Pulsu Medycyny”.
Od 2001 jest członkiem Okręgowej Rady Lekarskiej w Białymstoku. Na VI Krajowym Zjeździe Lekarzy w 2001 kandydował na stanowisko prezesa Naczelnej Rady Lekarskiej. W latach 2006–2010 był członkiem NRL. Za szczególne zasługi w działalności na rzecz środowiska lekarskiego uhonorowany medalem Gloria Artis Medicinae (2022).
Wymieniając „wielce zasłużonych, których działalność literacka prowadziła do zachowania w pamięci środowiska dużych i aktywnych grup lekarzy Podlasia”, prof. Jan Stasiewicz, wieloletni prezes Okręgowej Rady Lekarskiej w Białymstoku i redaktor naczelny wydawnictw izbowych, napisał o nim w pierwszej kolejności: „Dr Ryszard Kijak – napisał wiele felietonów do Biuletynu, ale przede wszystkim stworzył duże artykuły (i książkę) o związkach zawodowych lekarzy, stał się legendą ruchu związkowego”.
Po rozwiązaniu umowy z USK w 2021, nadal pracuje jako anestezjolog, działa w OZZL i w izbie lekarskiej. Pisze opracowania związane z organizacją systemu opieki zdrowotnej oraz biogramy naukowców, działaczy społecznych i samorządowych. Swoje artykuły publikuje m.in. w internecie. Zajmuje się rodziną, majsterkowaniem, systematycznie bywa na meczach lokalnej drużyny piłkarskiej ekstraklasy oraz na kolejnych festiwalach muzyki country w Mrągowie.

## Publikacje, książki
Jest autorem prawie tysiąca artykułów opublikowanych w 26 tytułach prasy krajowej i polonijnej (Stany Zjednoczone).

### Książki:
- Słownik skrótów angielskojęzycznych w medycynie stanów ciężkich (autor i redaktor podręcznika)[55],
- Dzieje i nadzieje OZZL – „Historia 20 lat OZZL” (autor i redaktor)[56];
- W szponach systemu (współautor felietonów i redaktor)[57];
- Szanujmy wspomnienia (współautor i redaktor albumu związkowego)[58];
- Wojenne dzieciństwo – „Ucieczka z Suchodołu” (autor wspomnień)[1];
- Zeszyty Historyczne – „Ogólnopolski Związek Zawodowy Lekarzy w Regionie Podlaskim” (autor monografii)[54][59].